# Blue Scout Junior

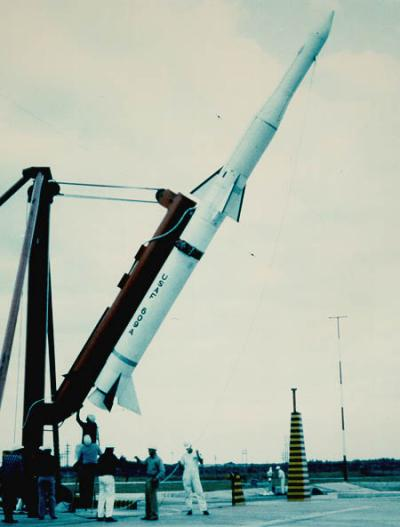
Um foguete Blue Scout Junior sendo inspecionado para lançamento.

O Blue Scout Junior -  XRM-91, também conhecido como Journeyman B, é um foguete de sondagem da
Força Aérea dos Estados Unidos. Ele fazia parte da família de foguetes Scout. O programa Blue Scout, era uma variante da Aeronáutica sobre o projeto
do foguete Scout da NASA. O "Junior", era o menor deles, um foguete de quatro estágios não guiado. Apesar de ele não possuir sistemas de orientação 
(giroscópios, etc.), o Blue Scout Junior, era estabilizado por rotação, usando pequenos foguetes para induzir a rotação no segundo estágio.
O Blue Scout Junior, era lançado a partir de uma torre, justamente para garantir a estabilidade necessária nos primeiros instantes do voo. Enquanto o seu
desenvolvimento evoluía, ele foi utilizado em doze lançamentos ocorridos entre 1960 e 1965.
Apesar de ser capaz de poder colocar um pequeno satélite em órbita, o Blue Scout Junior, nunca foi usado como um veículo lançador de satélites.

## Características
A propulsão do Blue Scout Junior, era composta por: 
- 1º estágio (Castor): Um motor de combustível sólido da Thiokol, XM33; 259 kN por 37 segundos
- 2º estágio (Antares): Um motor de combustível sólido da Alleghany Ballistics Lab, X-254; 60.5 kN por 39 segundos
- 3º estágio (Alcor): Um motor de combustível sólido da Aerojet, AJ10-41; 36 kN por 30 segundos
- 4º estágio (Cetus): Um motor de combustível sólido da NOTS, 100A; 4.0 kN por 20 segundos

Essas são as características gerais desse modelo:
- Altura: 12,4 m
- Diâmetro: 79 cm
- Massa total: 5.797 kg
- Carga útil: 10 kg
- Apogeu: 25.000 km
- Estreia: 21 de setembro de 1960
- Último: 9 de junho de 1965
- Lançamentos: 12